# Knjižnica Šiška
Knjižnica Šiška je splošna knjižnica s sedežem na Trgu komandanta Staneta 8 (Šiška); ustanovljena je bila leta 1975.
Ima dislocirane enote: Knjižnica Šentvid, Knjižnica Vodice in Knjižnica Gameljne.
Decembra 2007 sta se zaprli glavna enota na Celovški 161 in Knjižnica Valentin Vodnik na Vodnikovi cesti (ki je hkrati prenehala z delovanjem), saj sta se združili v novih prostorih na Trgu komandanta Staneta 8; odprtje nove glavne enote je bilo v februarju 2008.
Z ustanovitvijo Mestne knjižnice Ljubljana je knjižnica izgubila samostojni status in postala organizacijska enota. Z aprilom 2009 se je od Mestne knjižnice Ljubljana odcepila Knjižnica Medvode, nekdaj enota Knjižnice Šiška, in pričela delovati samostojno.